# 塞巴斯蒂安·博世

塞巴斯蒂安·博世（Sebastian Bosch）曾是健力士世界紀錄上世界駕駛碰碰車時間最長的人。
塞巴斯蒂安·博世於奧地利的維也納舉辦的維也納活動(2007)中，於碰碰車遊樂設施中成為當時世界駕駛碰碰車時間最長的人。此項紀錄於2011年給勞拉·彬（Laura Byng）越過，她共駕駛了25小時。

## 創出紀錄
2007年9月30日，塞巴斯蒂安·博世於維也納活動(2007)中，得到首個世界駕駛碰碰車時間最長的人的紀錄，駕駛了24小時碰碰車。